# Championnat de Santa Catarina de football 2005
Navigation
Édition précédente Édition suivante
Le championnat de Santa Catarina de football de 2005 était la 80e édition du championnat de Santa Catarina de football. Il fut remporté par le club de Criciúma EC, qui remporte à cette occasion son 9e titre à ce niveau.

## Fonctionnement
Le championnat se déroule trois phases distinctes. Tout d'abord, les participants sont regroupés en 2 groupes de 6, jouant entre eux des matches aller et retour. Les quatre premiers de chaque groupe sont qualifiés pour la seconde phase où ils sont répartis en 2 groupes de 4, où ils s'affrontent à nouveau dans des matches aller et retour. Les deux premiers de chaque groupe se qualifient pour des demi-finales croisées au meilleur des deux matches dont les vainqueurs se retrouvent pour une finale, également au meilleur des deux matches.

## Clubs
En 2005, la division principale du championnat regroupait 12 équipes :
- Atlético de Ibirama (Ibirama)
- Avaí FC (Florianópolis)
- Chapecoense (Chapecó)
- Criciúma EC (Criciúma)
- Figueirense FC (Florianópolis)
- Guarani Palhoça (Palhoça)
- Joinville EC (Joinville)
- CA Lages (Lages)
- CN Marcílio Dias (Itajaí)
- CA Metropolitano (Blumenau)
- Tubarão FC (Tubarão)
- União de Timbó (Timbó)

## Première phase
Groupe A
| 1 | Atlético de Ibirama | 25 | 10 | 8 | 1 | 1  | 21 | 10 | +11 |
| 2 | Avaí                | 22 | 10 | 7 | 1 | 2  | 18 | 10 | +8  |
| 3 | Figueirense         | 18 | 10 | 5 | 3 | 2  | 28 | 10 | +18 |
| 4 | Guarani             | 13 | 10 | 4 | 1 | 5  | 16 | 18 | -2  |
| 5 | Chapecoense         | 8  | 10 | 2 | 2 | 6  | 11 | 20 | -9  |
| 6 | União de Timbó      | 0  | 10 | 0 | 0 | 10 | 11 | 37 | -26 |
| Pts - points marqués; J - matches joués; V - victoires; N - matches nuls; D - défaites; bp - buts pour; bc - buts contre; dif. - différence de buts |                     |    |    |   |   |    |    |    |     |

Groupe B
| 1 | Joinville     | 21 | 10 | 6 | 3 | 1 | 18 | 9  | +9 |
| 2 | Metropolitano | 16 | 10 | 4 | 4 | 2 | 11 | 9  | +2 |
| 3 | Marcílio Dias | 15 | 10 | 4 | 3 | 3 | 15 | 17 | -2 |
| 4 | Criciúma      | 13 | 10 | 3 | 4 | 3 | 15 | 12 | +3 |
| 5 | Lages         | 10 | 10 | 2 | 4 | 4 | 10 | 14 | -4 |
| 6 | Tubarão       | 5  | 10 | 1 | 2 | 7 | 16 | 24 | -8 |
| Pts - points marqués; J - matches joués; V - victoires; N - matches nuls; D - défaites; bp - buts pour; bc - buts contre; dif. - différence de buts |               |    |    |   |   |   |    |    |    |

## Deuxième phase
Groupe C
| 1 | Criciúma            | 11 | 6 | 3 | 2 | 1 | 12 | 8  | +4 |
| 2 | Atlético de Ibirama | 10 | 6 | 3 | 1 | 2 | 11 | 11 | 0  |
| 3 | Figueirense         | 6  | 6 | 1 | 3 | 2 | 3  | 5  | -2 |
| 4 | Metropolitano       | 5  | 6 | 1 | 2 | 3 | 7  | 9  | -2 |
| Pts - points marqués; J - matches joués; V - victoires; N - matches nuls; D - défaites; bp - buts pour; bc - buts contre; dif. - différence de buts |                     |    |   |   |   |   |    |    |    |

Groupe D
| 1 | Joinville     | 11 | 6 | 3 | 2 | 1 | 10 | 6  | +4 |
| 2 | Avaí          | 10 | 6 | 3 | 1 | 2 | 7  | 6  | +1 |
| 3 | Guarani       | 9  | 6 | 3 | 0 | 3 | 7  | 8  | -1 |
| 4 | Marcílio Dias | 4  | 6 | 1 | 1 | 4 | 7  | 11 | -4 |
| Pts - points marqués; J - matches joués; V - victoires; N - matches nuls; D - défaites; bp - buts pour; bc - buts contre; dif. - différence de buts |               |    |   |   |   |   |    |    |    |

## Demi-finales
| Équipe 1*           | Résultats | Équipe 2  | Match 1 | Match 2 |
| ------------------- | --------- | --------- | ------- | ------- |
| Avaí                | 4-5       | Criciúma  | 3-2     | 1-3     |
| Atlético de Ibirama | 3-1       | Joinville | 1-0     | 2-2     |

* Les équipes notées 1 jouèrent le premier match à domicile car elles avaient terminées deuxième de leur groupe.
en gras: clubs qualifiés pour la finale.

## Finale
| Champion  | Résultat | Vice-champion       | Match 1 | Match 2 |
| --------- | -------- | ------------------- | ------- | ------- |
| Criciúma* | 2-1      | Atlético de Ibirama | 1-1     | 1-0     |

*Criciúma joua le premier match à domicile. 
Criciúma se qualifie pour la coupe du Brésil de 2006 et Atlético de Ibirama pour le championnat du Brésil de Série C de 2005 car Criciúma évolue déjà en Série B

## Sources
- (pt) Cet article est partiellement ou en totalité issu de l’article de Wikipédia en portugais intitulé « Campeonato Catarinense de Futebol de 2005 » (voir la liste des auteurs).